# Edward Mandell House

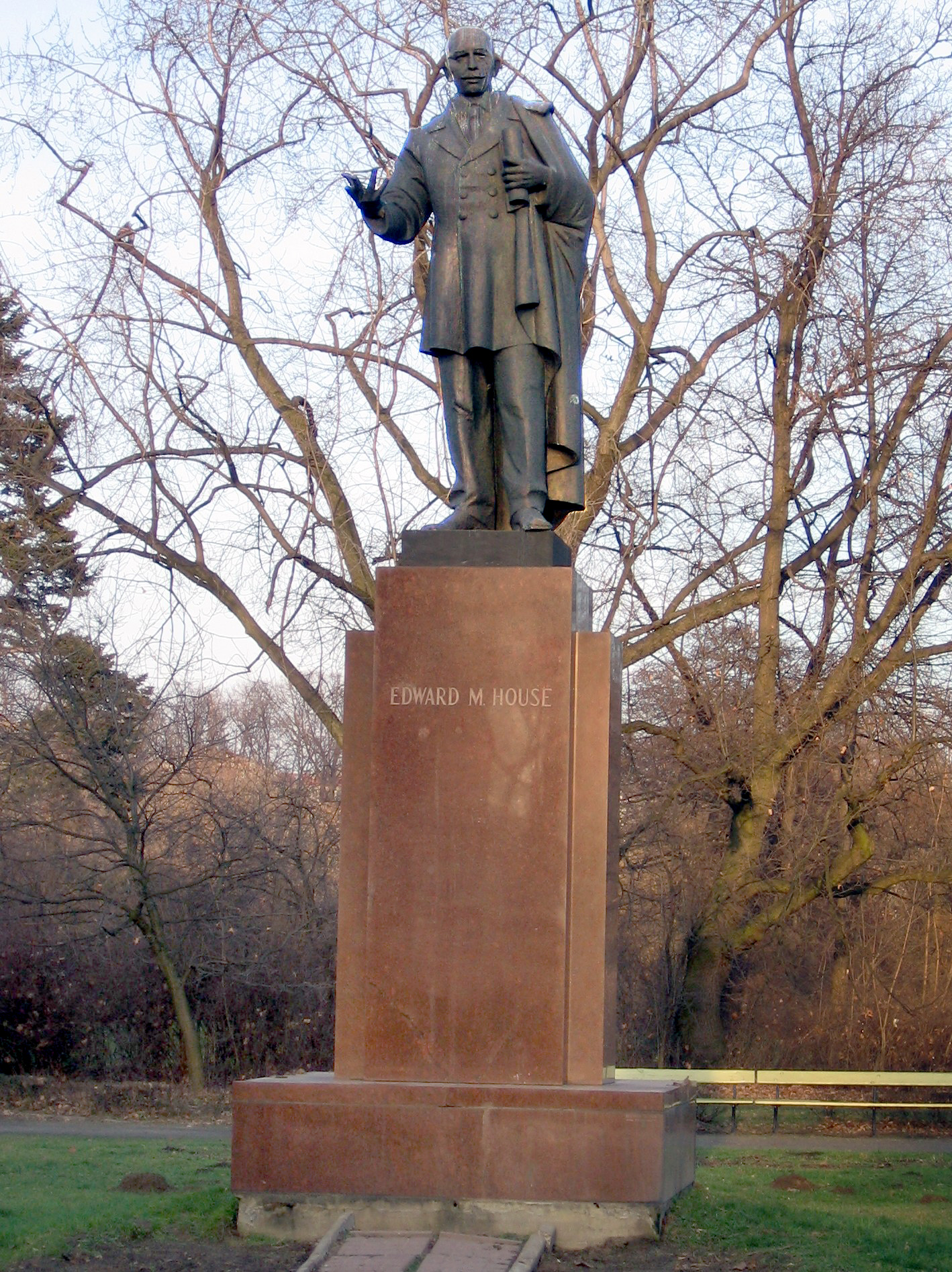
Pomnik E.M.House’a w Parku Skaryszewskim

Edward Mandell House (ur. 26 lipca 1858, zm. 28 marca 1938) – amerykański dyplomata i polityk.
Był doradcą prezydenta USA Woodrowa Wilsona od zakończenia I wojny światowej do późnych lat 30. XX wieku. Uważano, że miał bardzo duży wpływ na prezydenta, zwłaszcza w sprawach dotyczących polityki zagranicznej. Sprawami Polski zainteresował się po spotkaniu z Ignacym Paderewskim. W 1918 House był odpowiedzialny za opracowanie paktu Ligi Narodów. Brał udział w pracach nad terytoriami mandatowymi jako doradca.
8 września 1924 Uniwersytet im. Adama Mickiewicza przyznał mu tytuł doktora honoris causa.